# تفجير الهرمل
تفجير الهرمل، هو تفجير تم يوم السبت 1/2/2014م في بلدة الهرمل في شمال شرق لبنان، وقد تبنته جبهة النصرة في تغريدة جاء ضمنها «تم بفضل الله تعالى الرد على مجازر حزب إيران بحق أطفال سوريا وأطفال عرسال بعملية استشهادية أصابت عقر داره في الضاحية الجنوبية. وندعو أهل السنّة في كل مناطق لبنان أن يرصّوا صفوفهم لمواجهة حزب الشيطان.».
 يقصدون استهدافهم لأحد معاقل حركة «حزب الله».
وقتل ثلاثة بينهم ضابط في الجيش اللبناني بانفجار لاحق.